# ستيفن هال (سياسي)
ستيفن هال (بالإنجليزية: Stephen Hall)‏ هو سياسي أمريكي، ولد في 8 أكتوبر 1941، وتوفي في 9 مايو 2014. حزبياً، نشط في الحزب الجمهوري. وقد انتخب عضو مجلس ولاية مين.